# Problema de Plaskett
|       |       |       |       |       |       |       |       |       |  |
|       | a8 __ | b8 __ | c8 __ | d8 __ | e8 __ | f8 __ | g8 __ | h8 __ |  |
| a7 __ | b7 __ | c7 __ | d7 pl | e7 __ | f7 __ | g7 __ | h7 kd |       |  |
| a6 nd | b6 __ | c6 __ | d6 kl | e6 __ | f6 __ | g6 __ | h6 pd |       |  |
| a5 __ | b5 __ | c5 pd | d5 __ | e5 __ | f5 __ | g5 nd | h5 __ |       |  |
| a4 __ | b4 bd | c4 __ | d4 __ | e4 __ | f4 __ | g4 nl | h4 __ |       |  |
| a3 __ | b3 __ | c3 pd | d3 __ | e3 pd | f3 __ | g3 pl | h3 __ |       |  |
| a2 __ | b2 __ | c2 __ | d2 __ | e2 __ | f2 __ | g2 __ | h2 __ |       |  |
| a1 __ | b1 __ | c1 __ | d1 bl | e1 __ | f1 __ | g1 __ | h1 __ |       |  |
|       |       |       |       |       |       |       |       |       |  |

El Problema de Plaskett es un puzzle de ajedrez creado en los años 1970 por Gijs van Breukelen, compositor holandés de finales de ajedrez. El problema no fue publicado hasta 1997, en la revista de ajedrez neerlandesa Schakend Nederland. El nombre del problema viene de la presentación del mismo por parte del gran maestro británico James Plaskett en 1987, en un súper-torneo de ajedrez que tuvo lugar en Bruselas, en el que participaron Kasparov, Karpov y Tal, entre otros. Fuentes contemporáneas dicen que de los muchos grandes maestros que trataron de solucionar el puzzle, solamente Mikhail Tal, antiguo campeón del mundo de ajedrez, fue capaz de encontrar la solución. 

## El problema
La posición para motores de ajedrez es FEN: 8/3P3k/n2K3p/2p3n1/1b4N1/2p1p1P1/8/3B4 w - - 0 1
La solución al Problema de Plaskett es:
1. Cf6+ Rg7 2. Ch5+ Rg6 3. Ac2+ Rxh5 4. d8=Q Cf7+ 5. Re6 Cxd8+ 6. Rf5 e2 7. Ae4 e1=C 8. Ad5 c2 9. Ac4 c1=C 10. Ab5 Cc6 11. Axc6 Cc7 12. Aa4
- 12...c4, 12...Ca6, 12...Ca8, 12...Cb5, 12...Cd5, 12...Ce6, 12...Ce8, 12...Aa3, 12...Aa5, 12...Ab3, 12...Ac2
  - 13. Ad1+ Ce2 14. Axe2+ Cf3 15.Axf3#
- 12...Cb3
  - 13. Axb3
    - 13...Cc2
      - 14. Axc2 (cualquiera) 15. Ad1#

    - 13...Cf3
      - 14. Ad1 (cualquiera) 15. Axf3#

    - 13...c4
      - 14. Ad1+ Cf3 15. Axf3#
- 12...Cc2
  - 13. Axc2
    - 13...Ce2
      - 14. Ad1+ (cualquiera) 15. Axe2#

    - 13...(otro)
      - 14. Ad1+ Ce2 15. Axe2#
- 12...Ce2
  - 13. Ad1
    - 13...Cf3
      - 14. Axe2 (cualquiera) 15. Axf3#

    - 13...(otro)
      - 14. Axe2+ Cf3 15. Axf3#
- 12...Cf3
  - 13. Ad1 Ce2 14. Axe2 (cualquiera) 15. Axf3#